# Aphyle onorei
Aphyle onorei là một loài bướm đêm thuộc phân họ Arctiinae, họ Erebidae.